# Thomas Turgoose
Thomas Aiden Turgoose, né le 11 février 1992, est un acteur anglais, connu pour son rôle dans le film This Is England en 2006.

## Biographie
Turgoose a grandi à Grimsby dans le Lincolnshire et fit ses études à la Wintringham School.
En 2006, alors âgé de 14 ans, il décroche son premier rôle en interprétant le personnage principal de Shaun du film de Shane Meadows This Is England. À la télévision, il joue le personnage Dizzy, un jeune garçon encadré par Adam Salomon (Luke Treadaway) dans la série dramatique de 2006 The Innocence Project. 
La série a été déprogrammée après huit épisodes en raison de mauvaises audiences et critiques.
En 2008, il joue dans le film de Shane Meadows, Somers Town où il partage l'affiche avec le jeune acteur polonais Piotr Jagiello. Ils se partagent le titre "Meilleur acteur du film narratif" décerné au Festival du film de TriBeCa de New York.

## Filmographie

### Cinéma
- 2006 : This Is England de Shane Meadows : Shaun Fields
- 2008 : Somers Town de Shane Meadows : Tomo
- 2008 : Eden Lake de James Watkins :  Cooper
- 2009 : The Scouting Book for Boys (en) de Tom Harper :  David
- 2014 : The Hatching (en) de Michael Anderson :  Caesar
- 2017 : Butterfly Kisses (en) de Rafael Kapelinski : Shrek
- 2017 : Kingsman : Le Cercle d'or (Kingsman: The Golden Circle) de Matthew Vaughn : Liam
- 2018 : Terminal de Vaughn Stein : Raymond
- 2018 : Regarde les hommes nager (Swimming with Men) d'Oliver Parker : Tom
- 2019 : Avengement de Jesse V. Johnson (en) : Tune
- 2019 : Looted de Rene van Pannevis : Leo
- 2020 : Creation Stories de Nick Moran : Dick Green
- 2020 : Jackdaw (en) de Nick Moran : Craig
- 2025 : Mickey 17 de Bong Joon-ho : le soldat au bazooka

### Télévision
- 2006-2007 : The Innocence Project (en) (série télévisée) : Dizzy
- 2009 : Cast Offs (en) (série télévisée) : Jake
- 2011 : This Is England '86 (série télévisée) : Shaun
- 2011 : This Is England '88 (série télévisée) : Shaun
- 2012 : Birdsong (série télévisée) : Private Tipper
- 2013 : Coming Up (en) (série télévisée) : Lump
- 2014 : This Is England '90 (série télévisée) : Shaun
- 2017 : Game of Thrones (série télévisée) : Soldat de Lannister
- 2021 : Intergalactic (en) (série télévisée) : Drew
- 2023 : The Gallows Pole (en) (série télévisée) : William Hartley

## Récompenses
- 2006 : British Independent Film Awards : Meilleur espoir pour son rôle dans This Is England
- 2008 : Festival du film de TriBeCa/New York – Meilleur acteur pour le rôle principal dans Somers Town
- 2008 : Prix du Cercle des critiques de film de Londres : Meilleure Performance de Jeunesse Britannique pour Eden Lake